# Kerns
Kerns ist eine politische Gemeinde des Kantons Obwalden in der Schweiz.

## Geographie

### Lage

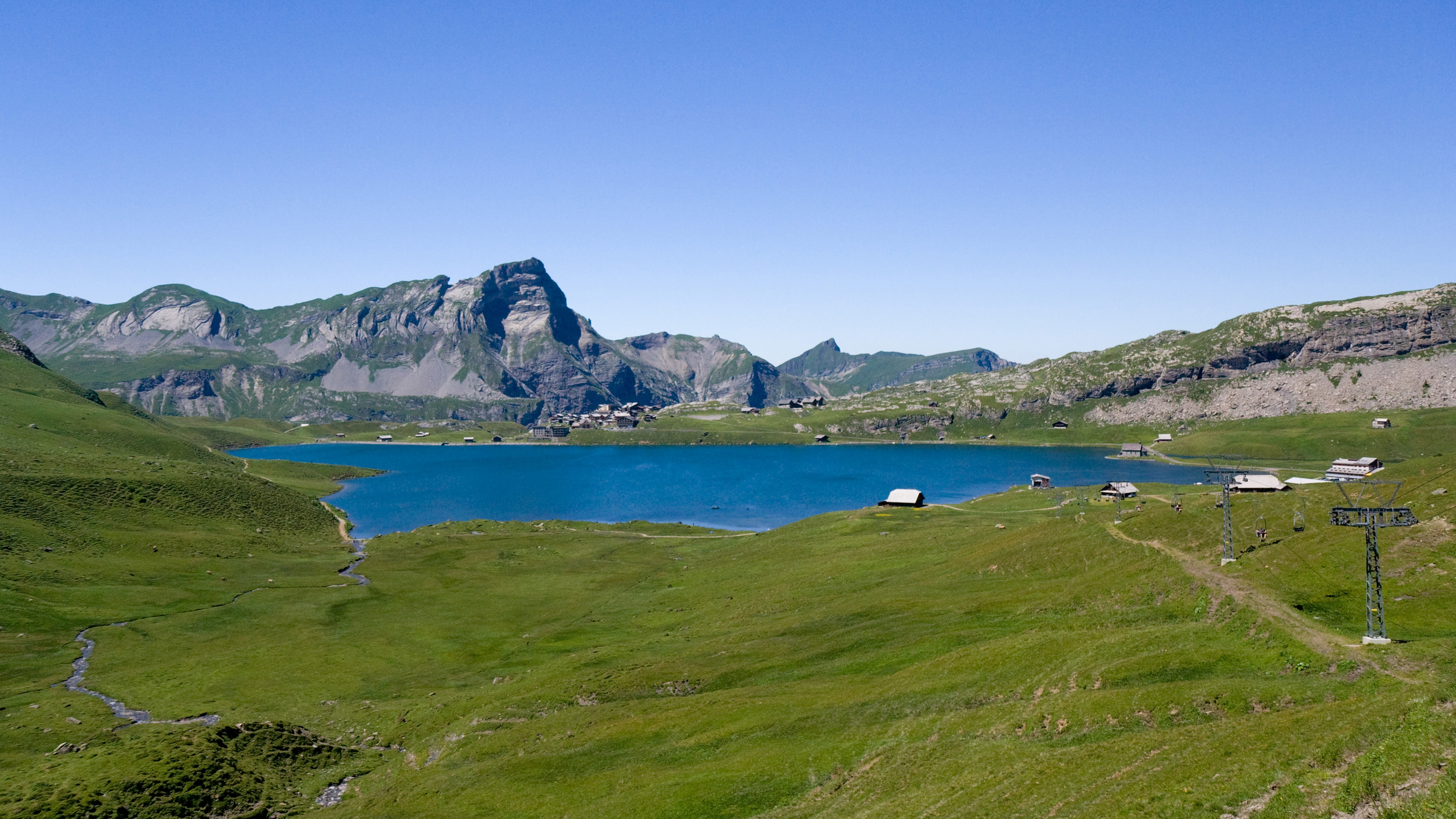
Der Melchsee befindet sich auf Gemeindegebiet

Das Dorf liegt nahe dem Hauptort Sarnen auf 565 m ü. M., der höchste Berg ist der Rotsandnollen (2700 m). Mit einer Fläche von 9'254 ha ist die Gemeinde Kerns die grösste der sieben Gemeinden des Kantons Obwalden. Unter den Gemeinden der ganzen Schweiz befindet sich Kerns flächenmässig an 52. Stelle. Auf dem Gemeindegebiet liegen die Seen Melchsee, Tannensee, Blausee und im Kernwald die sehr kleinen Seen Gerzensee und Blindseeli. Ausserdem grenzt die Gemeinde an den Wichelsee. Die westliche Begrenzung der Gemeinde wird im Wesentlichen durch den Verlauf der Grossen Melchaa gebildet.
Vom gesamten Gemeindegebiet sind nur 2,5 % Siedlungsfläche. Einen grossen Teil des Gemeindeareals bedecken mit 28,8 % Anteil Gehölz und Wald. Beinahe die Hälfte der Gemeindefläche, genau 46,7 % wird landwirtschaftlich genutzt – oft als Alpen. 21,9 % sind unproduktive Flächen, meist Gebirge und Seen.

### Gemeindegliederung
Zu Kerns gehören die Ortsteile Dorf, Dietried, Halten, Melchtal, Siebeneich, St. Niklausen und Sand/Wisserlen. Zu Kerns gehört auch der Sommer- und Wintersportort Melchsee-Frutt.

### Nachbargemeinden
Die Gemeinde Kerns grenzt im Norden an Ennetmoos (NW), im Nordosten an Dallenwil (NW), im Osten an Wolfenschiessen (NW), im Südosten an Innertkirchen (BE), im Süden an Hasliberg (BE), im Südwesten an Lungern, im Westen an Sachseln, im Nordwesten an Sarnen und im Nordnordwesten an Alpnach. Auf dem Gipfel des Graustocks findet sich ein Dreikantonseck zu den Kantonen Bern und Nidwalden ().

## Politik

### Wappen
Das Wappen der Gemeinde Kerns scheint erst Mitte des 18. Jahrhunderts entstanden zu sein. Es zeigt «im blauen Feld drei gelbe Korngarben, die beiden unteren schräg nach aussen geneigt». Weil es an die volkstümliche Erklärung des Namens Kerns anknüpft, ist es ein sogenanntes sprechendes Wappen.

## Bevölkerung

### Bevölkerungsentwicklung
Die Einwohnerzahl in der Gemeinde wuchs zwischen 1758 und 1850 stark an (1758–1850: +48,0 %). Grund hierfür war ein starker Geburtenüberschuss. 1850 und 1910 war die Einwohnerzahl beinahe gleich hoch (1850–1910: +1,2 %). Dazwischen lag sie trotz einem deutlichen Geburtenüberschuss sogar unter diesen Zahlen. Gründe hierfür waren eine starke Abwanderung in die Industrieregionen der Schweiz und die Auswanderung nach Übersee. Seit 111 Jahren (seit 1910) steigt die Zahl der Bewohner Jahr für Jahr. In den 50 Jahren zwischen 1910 und 1960 um 1'013 Personen oder 39,9 %, in den letzten 50 Jahren (seit 1970) um 2525 Menschen (1970–2020: +66,3 %).
Gründe für den Anstieg waren die Verbesserung des Angebots des Öffentlichen Verkehrs und vor allem der Bau der A8. Dies führte zur Gründung und Ansiedlung zahlreicher Firmen. Die Gemeinde wurde wegen ihrer Nähe zum Obwaldner Hauptort Sarnen zudem auch für Pendler attraktiv.

Luftbild aus 200 m von 1919

Kerns mit dem Pilatus im Hintergrund, 1910

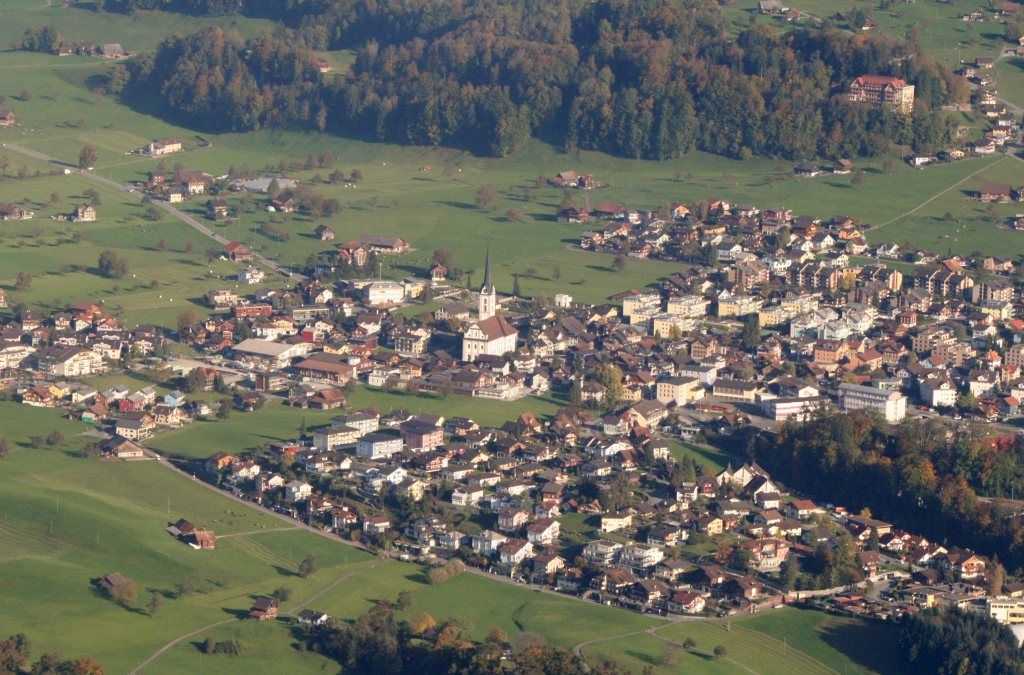
Kerns, Luftaufnahme aus westlicher Richtung, rechts oben die Burgfluh, ehemals ein Grand-Hotel

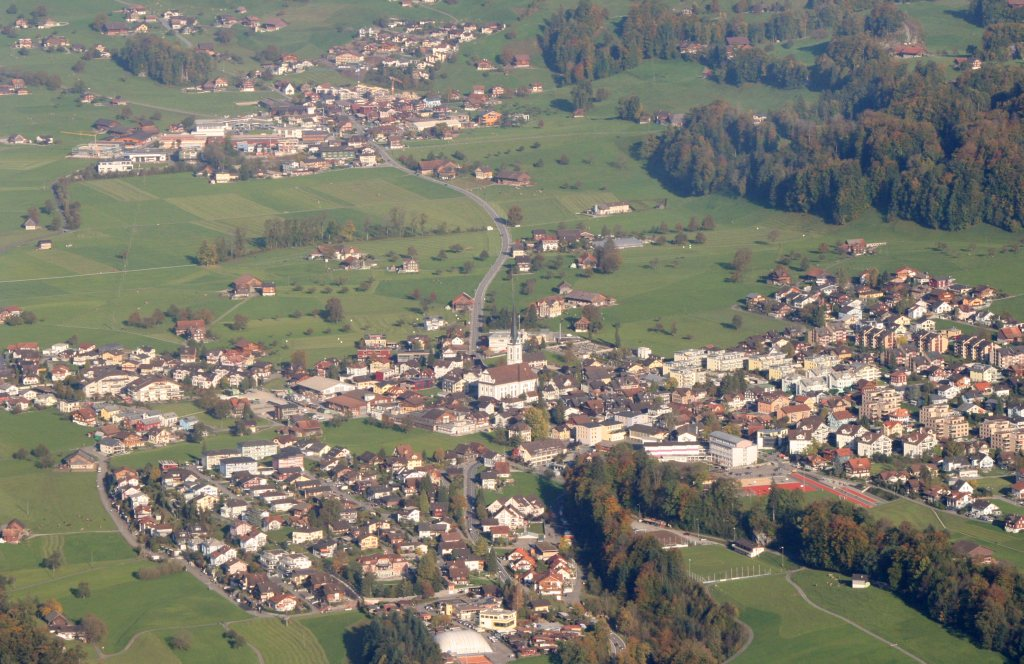
Kerns, Luftaufnahme aus südlicher Richtung, im Hintergrund der Ortsteil Sand

| Jahr | Einwohner |
| ---- | --------- |
| 1744 | 1'820     |
| 1758 | 1'695     |
| 1799 | 1'999     |
| 1811 | 2'236     |
| 1850 | 2'509     |

| Jahr | Einwohner |
| ---- | --------- |
| 1860 | 2'310     |
| 1870 | 2'333     |
| 1880 | 2'497     |
| 1888 | 2'364     |
| 1900 | 2'392     |

| Jahr | Einwohner |
| ---- | --------- |
| 1910 | 2'540     |
| 1920 | 2'662     |
| 1930 | 2'956     |
| 1941 | 3'244     |
| 1950 | 3'406     |

| Jahr | Einwohner |
| ---- | --------- |
| 1960 | 3'553     |
| 1970 | 3'807     |
| 1980 | 4'200     |
| 1990 | 4'691     |
| 2000 | 5'101     |

| Jahr | Einwohner |
| ---- | --------- |
| 2010 | 5'600     |
| 2020 | 6'332     |

### Sprachen
Fast die gesamte Bevölkerung spricht Obwaldnerdeutsch, eine hochalemannische Mundart im Schweizerdeutschen. Bei der letzten Volkszählung im Jahr 2000 gaben 96,15 % Deutsch, 1,33 % Albanisch und 0,47 % Portugiesisch als Hauptsprache an.

### Religionen – Konfessionen
Die Bevölkerung war früher vollumfänglich Mitglied der Römisch-Katholischen Kirche. Die Konfessionsverhältnisse im Jahr 2000 lassen trotz Durchmischung immer noch die ursprüngliche Struktur erkennen. 4'422 Personen waren katholisch (86,69 %). Daneben gab es 4,72 % protestantische und 0,49 % orthodoxe Christen, 2,18 % Muslime und 2,55 % Konfessionslose. 147 Personen (2,88 %) machten keine Angaben zu ihrem Glaubensbekenntnis. Bis vor wenigen Jahrzehnten war fast die gesamte Einwohnerschaft katholisch. Die Entkirchlichung und die starke Zuwanderung aus anderen Gemeinden und dem Ausland hat in Kerns zu einem raschen Anstieg anderer Bekenntnisgruppen geführt.

### Herkunft – Nationalität
Von den laut BFS Ende 2021 6380 Bewohnern waren 5699 (89,32 %) Schweizer Staatsangehörige. Die Zugewanderten stammen mehrheitlich aus Mitteleuropa (Deutschland, Österreich, Polen, Tschechien und Ungarn), Südeuropa (Italien, Portugal und Spanien), dem ehemaligen Jugoslawien (Kosova/Kosovo, Nordmazedonien und Serbien) sowie Asien (Afghanistan, Sri Lanka und Syrien). Die grössten Zuwanderungsgruppen kommen aus Deutschland (196 Personen), Portugal (88 Personen), Sri Lanka (49 Personen), Kosova/Kosovo (36 Personen) sowie Nordmazedonien (31 Personen). Bei der Volkszählung 2000 waren 4'762 Personen (93,35 %) Schweizer Bürger; davon besassen 84 Personen eine doppelte Staatsbürgerschaft.

### Altersstruktur
Die Gemeinde zählte im Jahr 2000 einen hohen Anteil an Leuten im mittleren Alter. Während der Anteil der Personen unter zwanzig Jahren 26,90 % der Ortsbevölkerung ausmacht, sind 17,29 % Senioren (60 Jahre und älter). Die grösste Altersgruppe stellen die Personen zwischen 30 und 44 Jahren.
Bei der letzten Volkszählung im Jahr 2000 ergab sich folgende Altersstruktur:
| Alter  | 0–6 Jahre | 7–15 Jahre | 16–19 Jahre | 20–29 Jahre | 30–44 Jahre | 45–59 Jahre | 60–79 Jahre | 80 Jahre und mehr |
| Anzahl | 424       | 656        | 292         | 726         | 1258        | 863         | 684         | 198               |
| Anteil | 8,31 %    | 12,86 %    | 5,72 %      | 14,23 %     | 24,66 %     | 16,92 %     | 13,41 %     | 3,88 %            |

Die Gemeinde zählt heute einen hohen Anteil an Einwohnern im mittleren Alter. Während der Anteil der Personen unter zwanzig Jahren 23,26 % der Ortsbevölkerung ausmacht, sind 21,86 % Senioren (60 Jahre und älter). Die grösste Altersgruppe stellen die Personen zwischen 45 und 59 Jahren. Auf 100 Personen im arbeitsfähigen Alter (20–64 Jahre; 3859 Personen) entfallen 38 Junge (1474 Personen) und 26 Menschen (1004 Personen) im Pensionsalter.
Ende 2018 ergab sich folgende Altersstruktur:
| Alter                                                        | 0–6 Jahre | 7–15 Jahre | 16–19 Jahre | 20–29 Jahre | 30–44 Jahre | 45–59 Jahre | 60–79 Jahre | 80 Jahre und mehr |
| Anzahl                                                       | 525       | 662        | 287         | 775         | 1325        | 1378        | 1119        | 266               |
| Anteil                                                       | 8,28 %    | 10,45 %    | 4,53 %      | 12,23 %     | 20,91 %     | 21,75 %     | 17,66 %     | 4,20 %            |
| Quelle: Bundesamt für Statistik, Bevölkerung nach Alter Ende |           |            |             |             |             |             |             |                   |

## Wirtschaft
Ursprünglich dominierte die Landwirtschaft mit Vieh- und Pferdezucht. Zwischen dem 15. und 18. Jahrhundert begann die Gewinnung von Eisen, Kalk und Gips. Im 19. Jahrhundert kam die Heimarbeit hinzu. Diese Arbeit verschwand im Verlauf des gleichen Jahrhunderts wieder. Ab 1907 kamen immer mehr Fabrik- und Dienstleistungsunternehmen dazu. Die grössten Arbeitgeber heute sind eine Teigwarenfabrik und Unternehmen der Metall- und Elektronikbranche.
In Kerns gab es (2008) 1'993 Beschäftigte in 384 Betrieben. 20,4 % der Beschäftigten in Kerns arbeiteten im Bereich Landwirtschaft/Forstwirtschaft/Fischerei (Sektor 1), 35,2 % in Industrie und Gewerbe (Sektor 2) und 44,4 % in Dienstleistungsunternehmen (Sektor 3). Die Arbeitslosenquote betrug 2011 0,61 %.
Im Jahr 2017 waren von den 2542 Beschäftigten 1470 männlich und 1072 weiblich. Die Zahlen für die drei Sektoren sehen wie folgt aus:
| | Betriebe                  | Betriebe                  | Beschäftigte              | Beschäftigte              | Vollzeitstellen | Vollzeitstellen |
| Anzahl | Anteil                    | Anzahl                    | Anteil                    | Anzahl                    | Anteil          |                 |
| --- | ------------------------- | ------------------------- | ------------------------- | ------------------------- | --------------- | --------------- |
| Betriebe 1. Sektor | 146                       | 29,26 %                   |                           |                           |                 |                 |
| Beschäftigte 1. Sektor | Beschäftigte 1. Sektor    | Beschäftigte 1. Sektor    | 392                       | 15,42 %                   |                 |                 |
| Vollzeitstellen 1. Sektor | Vollzeitstellen 1. Sektor | Vollzeitstellen 1. Sektor | Vollzeitstellen 1. Sektor | Vollzeitstellen 1. Sektor | 240             | 12,95 %         |
| Betriebe 2. Sektor | 86                        | 17,23 %                   |                           |                           |                 |                 |
| Beschäftigte 2. Sektor | Beschäftigte 2. Sektor    | Beschäftigte 2. Sektor    | 788                       | 31,00 %                   |                 |                 |
| Vollzeitstellen 2. Sektor | Vollzeitstellen 2. Sektor | Vollzeitstellen 2. Sektor | Vollzeitstellen 2. Sektor | Vollzeitstellen 2. Sektor | 670             | 36,16 %         |
| Betriebe 3. Sektor | 267                       | 53,51 %                   |                           |                           |                 |                 |
| Beschäftigte 3. Sektor | Beschäftigte 3. Sektor    | Beschäftigte 3. Sektor    | 1362                      | 53,58 %                   |                 |                 |
| Vollzeitstellen 3. Sektor | Vollzeitstellen 3. Sektor | Vollzeitstellen 3. Sektor | Vollzeitstellen 3. Sektor | Vollzeitstellen 3. Sektor | 943             | 50,89 %         |
| Betriebe Total | 499                       | 100 %                     |                           |                           |                 |                 |
| Beschäftigte Total | Beschäftigte Total        | Beschäftigte Total        | 2542                      | 100 %                     |                 |                 |
| Vollzeitstellen Total | Vollzeitstellen Total     | Vollzeitstellen Total     | Vollzeitstellen Total     | Vollzeitstellen Total     | 1853            | 100 %           |
| Quelle: Bundesamt für Statistik; Statistik der Unternehmensstruktur STATENT, Arbeitsstätten und Beschäftigte nach Gemeinde und Wirtschaftssektoren |                           |                           |                           |                           |                 |                 |

Im Jahr 2000 gab es 1'662 Erwerbstätige in Kerns. Davon waren 1'197 (72,02 %) Einheimische und 465 Zupendelnde. Die Zupendelnden kamen vorwiegend aus der Region; nämlich aus Sarnen (17,4 %), Sachseln (11,2 %), Alpnach (7,5 %), Giswil (5,8 %), Ennetmoos und Stans (je 3,9 %) und Lungern (3,4 %). Im gleichen Jahr waren 2'741 Menschen aus Kerns erwerbstätig. Somit arbeiteten 1'544 Personen in anderen Gemeinden. In den Obwaldner Hauptort Sarnen pendelten 630 Personen (40,8 % aller Wegpendelnden), in die Stadt Luzern 164 Personen (10,6 %), nach Sachseln 163 Personen (10,6 %), nach Stans 102 Personen (6,6 %), nach Alpnach 72 Personen (4,7 %), nach Kriens 57 Personen (3,7 %), nach Emmen 44 Personen (2,8 %), nach Hergiswil 27 Personen (1,7 %) und nach Giswil 23 Personen (1,5 %).

## Verkehr
Von Kerns führt die Sarnerstrasse hinunter nach Sarnen und zur Anschlussstelle Sarnen Nord der Autobahn A8. Die Stanserstrasse (Kantonsstrasse) geht durch den Kernwald über Ennetmoos nach Stans. Ins Melchtal führt die Melchtalerstrasse über St. Niklausen, Melchtal bis zur Stöckalp, von wo aus mit einer Gondelbahn und im Sommer über eine einspurige Strasse Melchsee-Frutt erreicht werden kann. Die Kägiswilerstrasse führt von Kerns nach Kägiswil und die Flüelistrasse über die Hohe Brücke nach Flüeli-Ranft. Vom Ortsteil Wisserlen (und auch vom Ortskern über Unterhalten) führt eine schmale Strasse über den Ächerlipass nach Dallenwil im Engelbergertal.
Die Gemeinde Kerns ist durch die Postautokurse Sarnen (Bahnhof) – Kerns – Stans (Bahnhof) und Stans (Bahnhof) – St.Jakob – Kerns – Sarnen (Bahnhof) ans Netz des öffentlichen Verkehrs angeschlossen. Der touristischen Erschliessung dient ausserdem die Postautolinie Sarnen (Bahnhof) – Melchtal – Stöckalp. Zusätzlich fahren am Abend Postautos von Sarnen über Kerns nach Flüeli-Ranft.

## Galerie

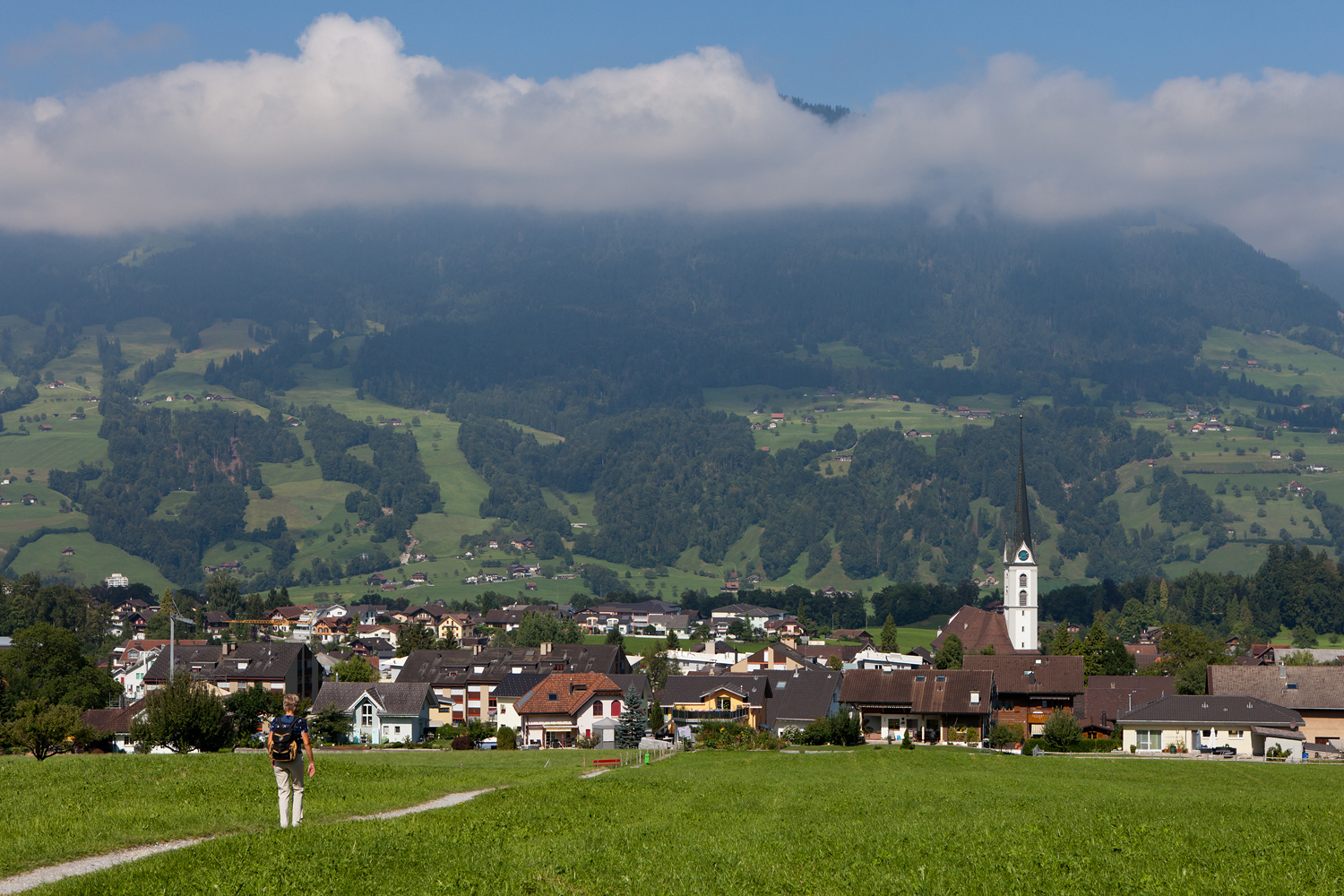
Kerns
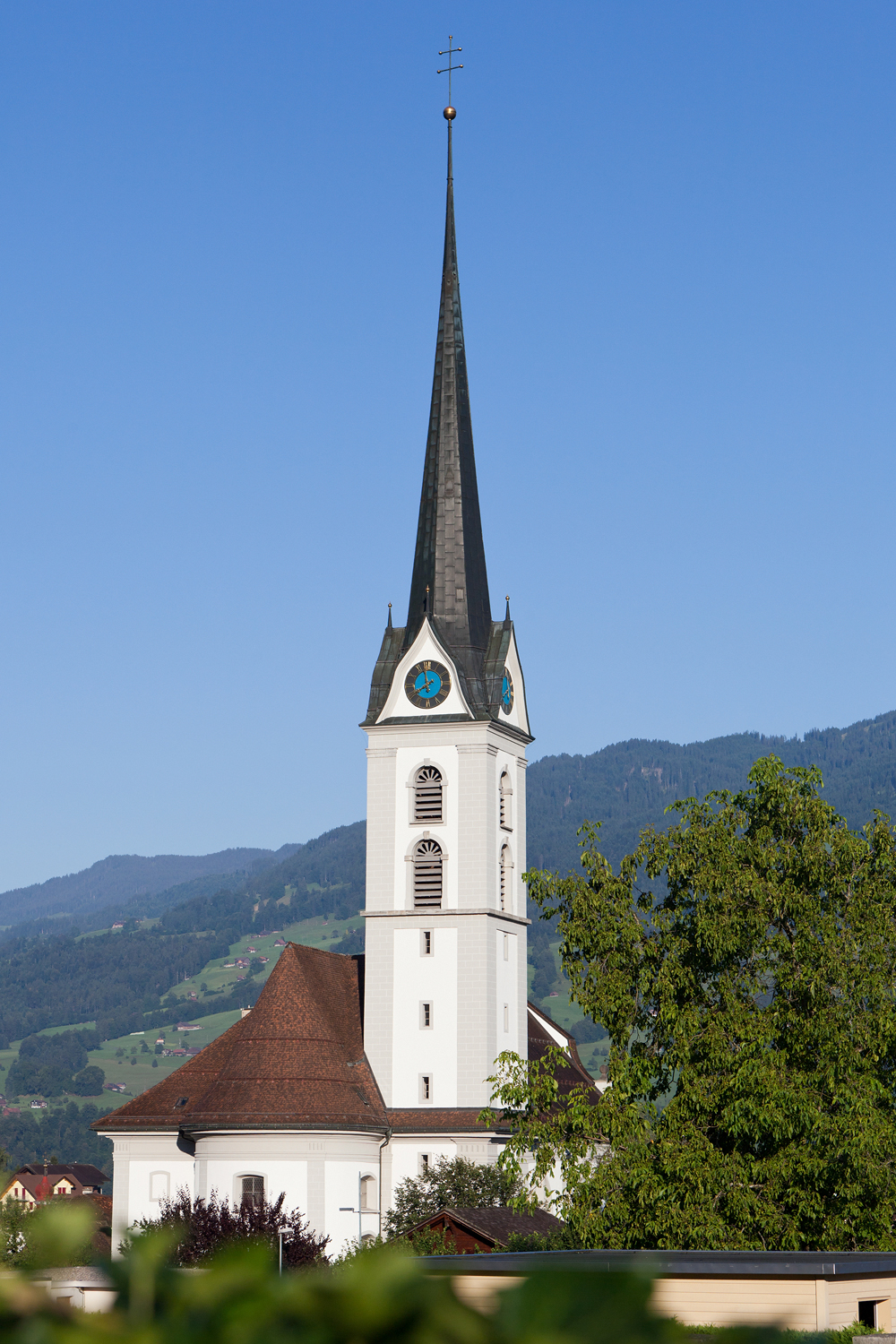
Pfarrkirche St.Gallus
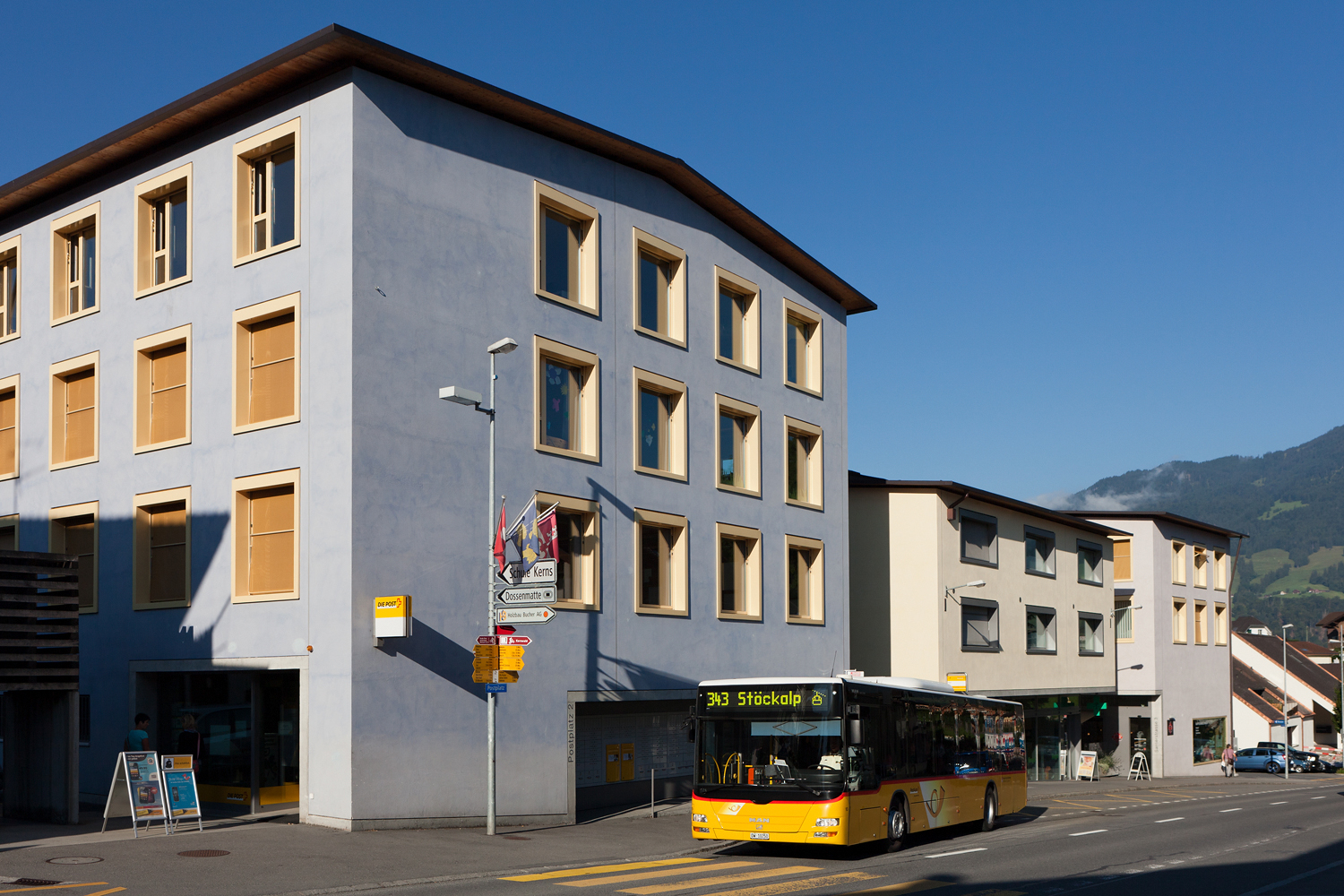
Sarnerstrasse mit Post
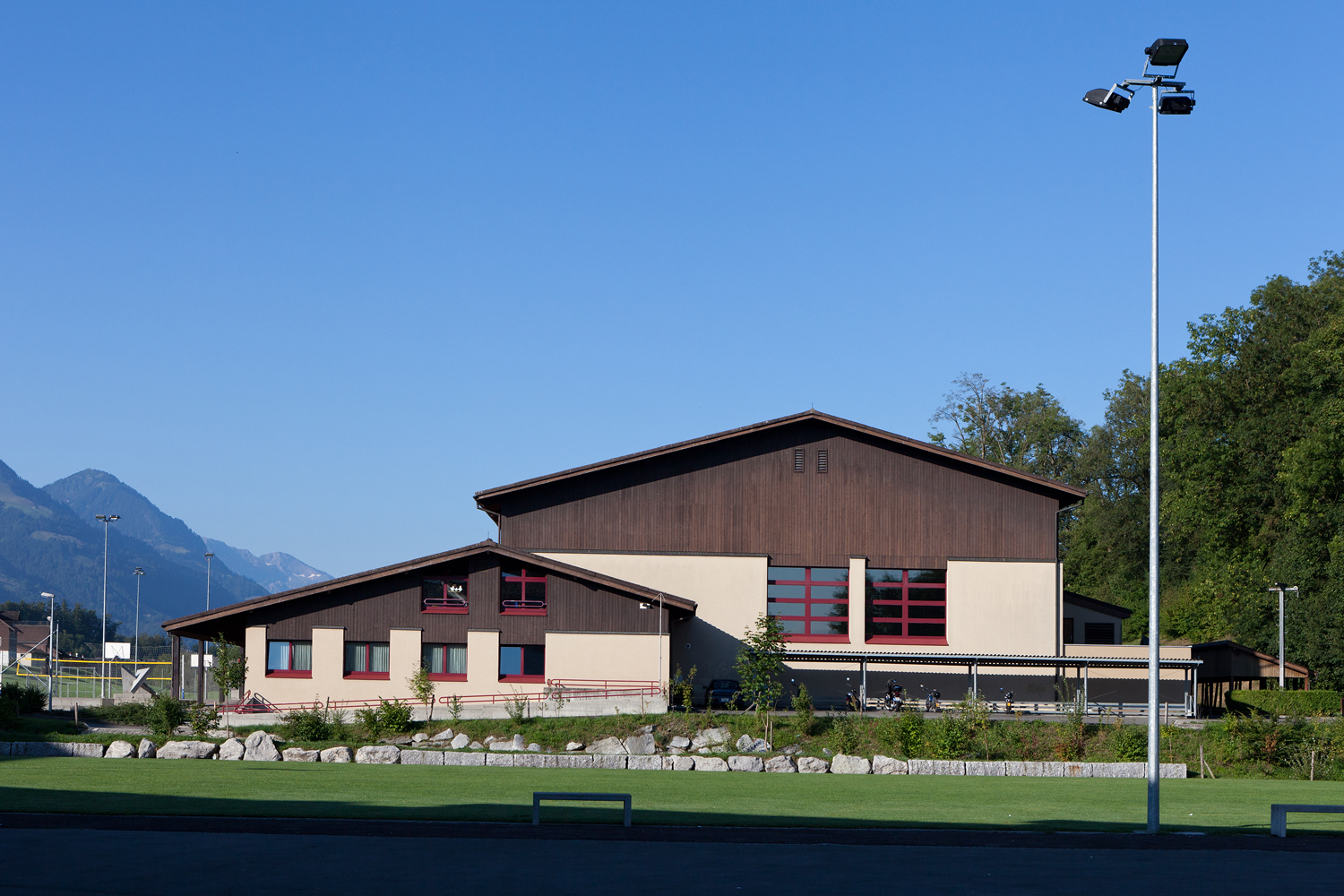
Dossenhalle
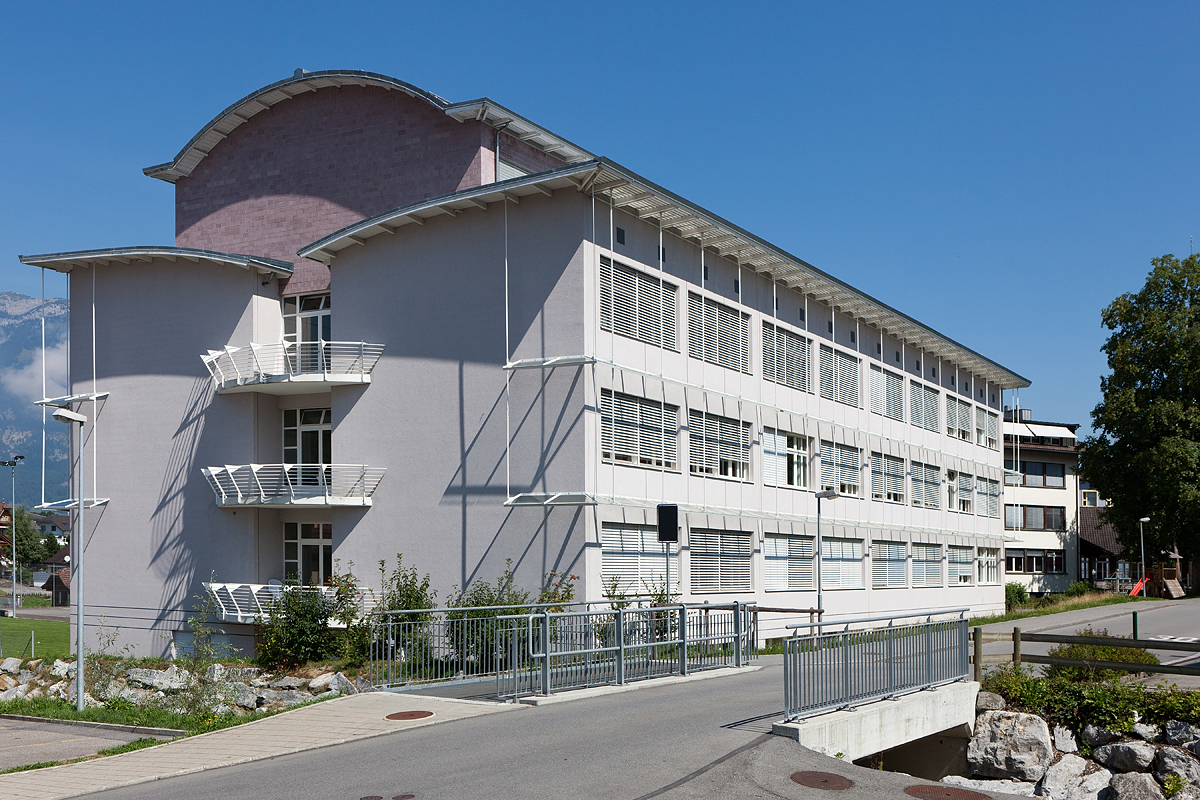
Schulhaus Sidern

## Städtepartnerschaften
- Kamnik in Slowenien

## Kultur und Sehenswürdigkeiten
- Kapelle St. Katharina in Wisserlen: Beim Galgen westlich der Kapelle fanden bis Ende des 17. Jahrhunderts gelegentlich gemeinsame Landsgemeinden und Konferenzen der Unterwaldner (Ob- und Nidwalden) statt. Der Galgen war Teil der alten «Einheit» der Landsgemeinde als Gerichtsgemeinde.[10]

- Die Kernser Singbuben sind ein 1949 gegründeter Knabenchor mit vorwiegend folkloristischem Repertoire und internationalem Renommee.[11]

## Persönlichkeiten

### Söhne und Töchter des Ortes
- Franz Abart (1769–1863), ursprünglich aus dem Südtirol stammender Bildhauer[12]
- Joseph Ignaz von Ah (1834–1896), Pfarrer in Kerns 1867–1896
- Franz Josef Bucher (1834–1906), Hotelier, Eisenbahnpionier und Unternehmer
- Josef Durrer (1841–1919), Ingenieur, Hotelpionier und Unternehmer
- Zeno Durrer (1884–1967), Unternehmer
- Rupert Amschwand (1916–1997), Historiker
- Josef Amstutz (1927–1999), katholischer Theologe
- Beda Durrer (1933–1993), Kunstmaler und skurriler Erfinder[13][14]
- Niklaus von Flüe (1934–2013), Historiker, Autor und Lehrer
- Ruth Durrer (* 1958), Kosmologin
- Ivan Bucher (* 1973), Bodybuilder

### Ehrenbürger
Ehrenbürger von Kerns sind unter anderem der Maler Emil Schill (1870–1958), der von 1911 bis 1958 in Kerns lebte und wirkte, der Politiker Otto Hess (1873–1962) und der aus Kerns stammende Marathonläufer Viktor Röthlin.